# Иеремия Тиссаровский
Епископ Иеремия (в миру Евстафий Тиссаровский; ум. 1 марта 1641, Жёлчев, Речь Посполитая) — епископ Константинопольской православной церкви, епископ Галицкий, Львовский и Каменец-Подольский.
До восстановления православной иерархии на Западной Руси иерусалимским патриархом Феофаном III в 1620 году был экзархом Константинопольского патриарха для западнорусских земель, фактическим руководителем Киевской митрополии.

## Биография
Дворянин по происхождению, получивший прекрасное образование, он с ранних лет заслужил симпатии галичан за своё добросердечие и преданность православию.
Под конец жизни, Львовский епископ Гедеон Балабан пытался сделать своим преемником родственника Исаию Балабана, однако его кандидатуру отвергло Львовское братство. Поэтому, после смерти митрополита Гедеона в 1607 году епископом Галицким, Львовским и Каменец-Подольским стал Иеремия Тиссаровский.
В это время, после Брестской унии, православная церковь была запрещена, а после смерти Гедеона Балабана, епископ Перемышльский Михаил Копыстенский остался единственным православным иерархом, который не мог единолично совершить хиротонию Иеремии. Поэтому Тиссаровский поехал в Сачаву, где был рукоположён митрополитом Молдавии Анастасием.
Вместе с титулом епископа Львовского, Иеремия, как глава первой по чести кафедры, которая не перешла в унию, унаследовал от Гедеона Балабана титул «экзарх Русской Церкви» и фактически — должность местоблюстителя Киевского митрополичьего престола и первоиерарха всех православных страны.
Поддерживаемый почитавшими и любившими его православными, он непоколебимо защищал православие от его яростных врагов.
С 1610 года после смерти епископа Перемышльского Михаила, Иеремия Тиссаровский оставался единственным православным епископом в Речи Посполитой вплоть до 1620 года, когда по приглашению Петра Конашевича Сагайдачного Речь Посполитую посетил патриарх Иерусалимский Феофан III, который восстановил православную иерархию и рукоположил нового митрополита Киевского Иова Борецкого.
В 1632 году епископ Иеремия — последний из всех православных епископов признан польским правительством.
В 1633 году во Львове вместе с другими епископами он участвовал в хиротонии Петра Могилы в митрополита Киевского.
Умер 1 марта 1641 году в селе Жолчеве и погребён в приходской церкви.